# Arrondissement Nijegorodski
L'arrondissement Nijegorodski  est un arrondissement du centre-ville de Nijni Novgorod. Centre historique, économique, politique et culturel de la ville, le quartier est situé dans la Ville Haute et borde les arrondissements Soviétique, de Kanavino et de l'Oka de la ville, ainsi que le raïon de Kstovo de l'oblast de Nijni Novgorod.

## Économie

### Industrie
En termes de volume total de production industrielle en prix réels, l'arrondissement de Nijegorodski se classe au 4e rang de la région.

#### Entreprises industrielles
- JSC Nijnovenergo ;
- Nijpoligraf ;
- CJSC Vinagroprom ;
- CJSC Vesna ;
- CJSC Voskhod ;
- CJSC Louch-NN ;
- CJSC Maïak ;
- Combinat de produits de boulangerie ;
- MoUP Couvre-chefs ;
- Usine de transformation de viande ;
- Usine de poisson de Nijni Novgorod.

## Éducation

### Universités
- Université d'État de Nijni Novgorod (Faculté d'histoire, de finance, d'économie, de philologie, de sciences sociales et de relations internationales, ainsi que la Faculté de l'École supérieure de physique générale et appliquée) ;
- Université technique d'État de Nijni Novgorod ;
- Université linguistique d'État de Nijni Novgorod ;
- Conservatoire d'État de Nijni Novgorod ;
- Université pédagogique d'État de Nijni Novgorod ;
- Université d'État d'architecture et de génie civil de Nijni Novgorod ;
- Université d'État des transports fluviaux de la Volga ;
- Université médicale de recherche Privoljski ;
- École des hautes études en sciences économiques (bâtiment rue Bolchaïa Petcherskaïa).

## Histoire du quartier
L'arrondissement de Nijegorodski a été constitué conformément au décret du Præsidium du Soviet suprême de la RSFSR du 9 décembre 1970 «Sur la formation des arrondissements Moskovski et Nijegorodski dans la ville de Gorki». Par décision du comité exécutif du conseil régional du 14 décembre 1970, les limites de la circonscription administrative ont été arrêtées.
L'arrondissement est le noyau autour duquel Nijni Novgorod moderne a été créée et développée depuis 1221. Il existe de nombreux monuments architecturaux et historiques et des lieux mémorables sur le territoire du district. Parmi eux, le Kremlin de Nijni Novgorod se distingue et l'un des plus anciens monastères de Russie est le monastère de l'Ascension des Grottes (Petcherski), fondé en 1330.

## Démographie
Recensements (*) et estimations de la population,:
| 1979*   | 1989*   | 2002*   | 2010*   | 2012    |
| ------- | ------- | ------- | ------- | ------- |
| 125 785 | 136 480 | 120 647 | 122 604 | 125 820 |

| 2013    | 2014    | 2015    | 2016    | 2017    |
| ------- | ------- | ------- | ------- | ------- |
| 128 699 | 131 293 | 132 652 | 132 425 | 131 186 |

| 2018    | 2019    | 2020    | 2021*   | 2022    |
| ------- | ------- | ------- | ------- | ------- |
| 132 035 | 131 169 | 129 457 | 130 124 | 127 635 |

| 2023    | - | - | - | - |
| ------- | - | - | - | - |
| 130 043 | - | - | - | - |

## Transport

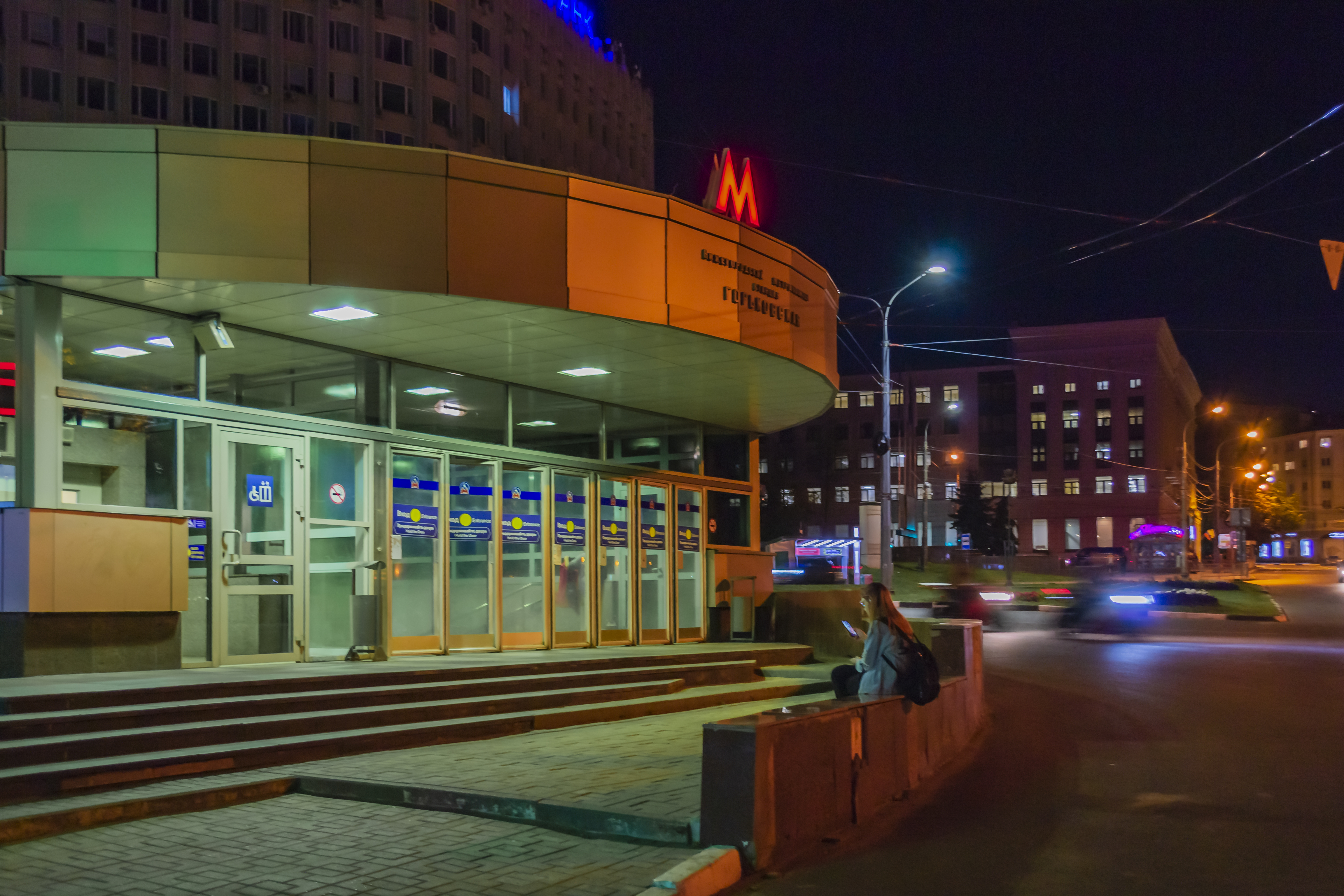
Pavillon de la station de métro Gorkovskaïa

Le métro de la ville ne possède qu'une seule station dans l'arrondissement : la station Gorkovskaïa de la ligne 1. Elle été inaugurée le 4 novembre 2012. La station tire son nom de la rue et de la place du même nom en l'honneur de Maxime Gorki. Cette station étant la seule, elle est trop encombrée, ce qui crée des problèmes lors du changement de mode de transport aux heures de pointe.
Le système de trolleybus de la ville est divisé en trois parties qui ne sont pas reliées les unes aux autres. Dans l'arrondissement de Nijegorodski, la 1re partie fonctionne, qui dessert toute la Haute-Ville et relie les trois de ses quartiers. La section la plus fréquentée est située sur la place de la Liberté, où les trolleybus arrivent des trois quartiers.

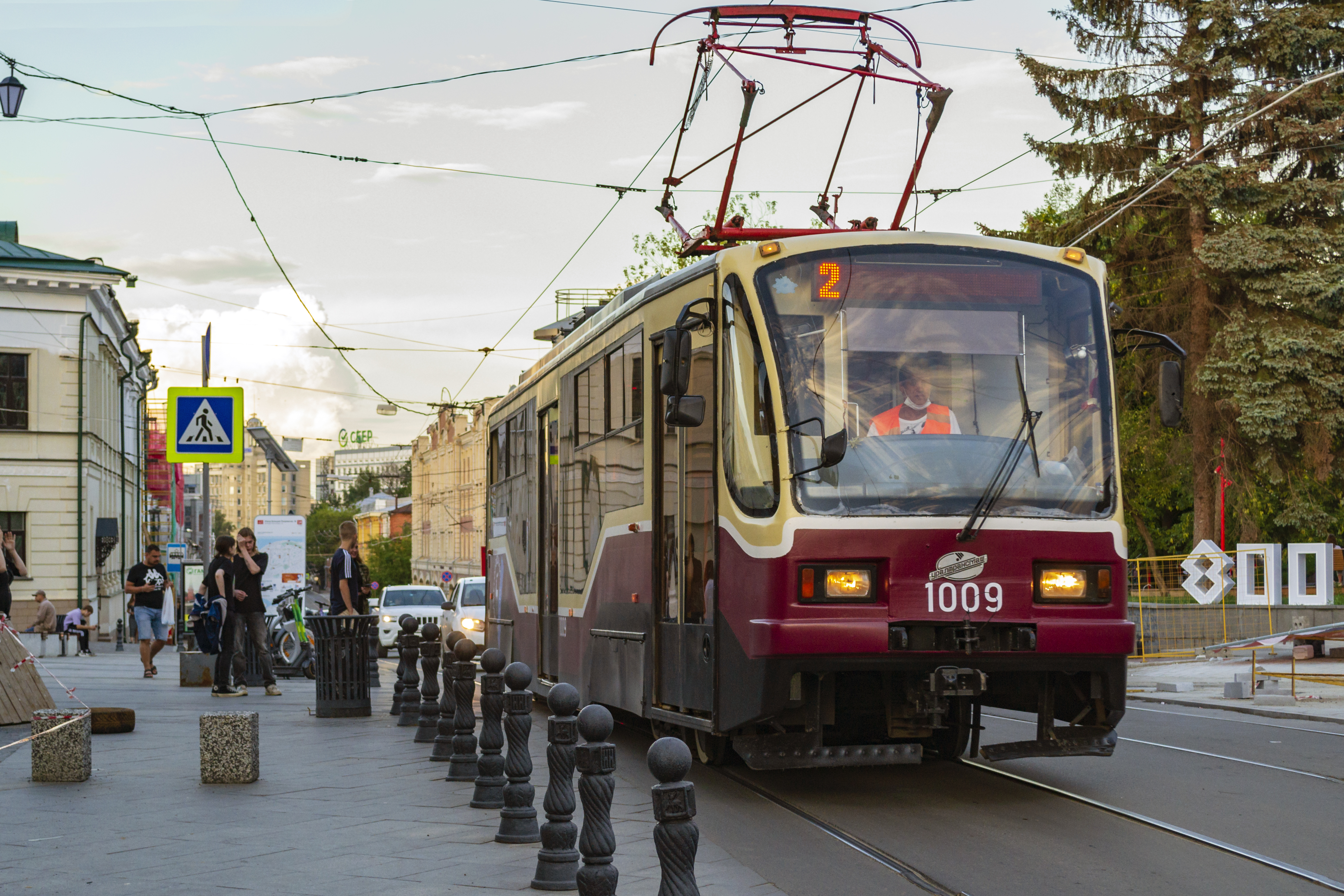
Tram numéro 2 à l'intersection des rues Bolchaïa Pokrovskaïa et Oktiabrskaïa

Le système de tramway a commencé son existence dans l'arrondissement de Nijegorodski bien avant sa fondation : depuis 1896. C'est à partir de là qu'a commencé le développement du système vers d'autres quartiers de la ville.Les voies du tramway ont été modifiées à plusieurs reprises, les itinéraires et les propriétaires ont été changés. Par exemple, bien avant l'arrivée du pouvoir soviétique, les tramways circulaient le long de la rue Bolchaïa Pokrovskaïa, quittant le Kremlin et terminant leur voyage près de la gare du funiculaire Pokhvalinski, d'où il était possible de descendre vers d'autres lignes de tramway circulant le long de la rue Rojdestvenskaïa et du pont flottant (maintenant pont de Kanavino).
Au XXIe siècle, il existe cinq lignes de tramway dans l'arrondissement, reliant cinq quartiers de la ville. L'un des itinéraires numéro 2 s'appelle l'anneau de la ville et circule exclusivement dans la partie historique du quartier. Spécialement pour cet itinéraire, la mairie a acheté 11 tramways assemblés dans le style du XIXe siècle.